# Демидова, Аврора Павловна
Аврора (Аверия) Павловна Демидова  (2 ноября 1873, Киев — 2 июня 1904, Турин) — русская аристократка, одна из наследниц уральских заводов Демидовых, хозяйка тосканской виллы Пратолино с богатым собранием произведений искусства.

## Биография
Старшая дочь Павла Павловича Демидова, 2-го князя Сан-Донато, и его второй жены — княжны Елены Петровны Трубецкой (дочери князя Петра Никитича Трубецкого и княжны Елизаветы Эсперовны Белосельской-Белозерской). Её назвали в честь бабушки по отцовской линии — шведско-финской благотворительницы Авроры Карамзиной, которая была замужем за Павлом Николаевичем Демидовым.
Рано потеряв отца, была воспитана матерью. Жила с ней в Киеве и в Одессе. Всем детям Елена Петровна передала свою красоту, но взрывной и бурный характер они унаследовали от отца. Аврора Павловна была её любимой дочерью и за свою короткую жизнь доставила матери немало хлопот.

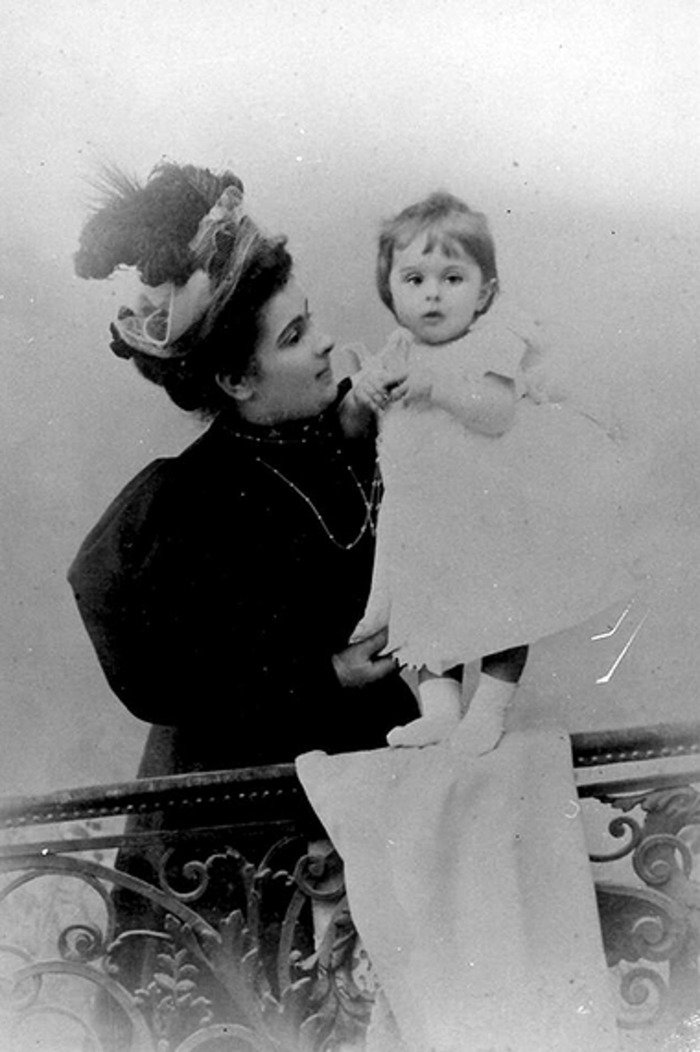
С сыном Павлом

В 18-летнем возрасте она вышла замуж за Арсена Карагеоргиевича (1858—1938), князя Сербии. Их венчание состоялось 1 мая 1892 года в Гельсингфорсе в православном Успенском соборе. Этот брак не принес ожидаемого счастья, людей более разного темперамента было сложно себе представить. Вскоре после рождения сына Павла (1893—1976), будущего регента Югославии, супруги разъехались.
Князь Арсен предпочитал жить в Париже, где был известен своим пристрастием к картам. Аврора Павловна жила в Санкт-Петербурге и вела богатую событиями жизнь. Желая быть свободной от каких-либо обязательств по отношению к сыну, она отослала его в годовалом возрасте (в 1894 году) к его дяде князю Пётру Карагеоргиевичу в Женеву. Впоследствии князь Павел видел свою мать всего два раза, в 1898 году и в 1900 году.
Аврора Павловна была известна своими бурными романами. В 1894 году в петербургском обществе много говорили о её связи с молодым бароном Мантейфелем. За него она хотела выйти замуж и думала о разводе с мужем, но такое развитие событий не входило в планы Мантейфеля. Результатом этой связи было рождение близнецов, Сергея (1895—1912) и Николая (1895—1933), хотя они и носили отчество князя Арсена, но не признавались им своими детьми. Начался бракоразводный процесс, который закончился 26 декабря 1896 года.
К моменту развода Аврора Павловна состояла в связи с графом-палатином Николло Джованни Мария ди Ногера (1875—1944) и имела от него сына Альберта (1896—1971). В метрике он был записан как ребёнок 21-летнего графа ди Ногера от неизвестной женщины. 4 ноября 1897 года в Генуе они официально оформили свои отношения. Второму мужу Аврора родила дочь Елену Аврору ди Ногера (22.05.1898—12.10.1967) и ещё двух сыновей Джованни и Амедео (1902—1982).
В июне 1904 года 30-летняя Аврора Павловна, брошенная мужем, внезапно умерла. По одной из версий она отравила себя мышьяком. Прах ее был отпет по православному обычаю только 22 сентября 1906 года в Христорождественской церкви русского посольства во Флоренции. Причиной смерти была названа болезнь сердца. Похоронена в особой часовне на кладбище в Милане. Её дети были взяты под опеку бездетной теткой Марией Павловной Абамелек-Лазаревой. По словам Софьи Илларионовны Демидовой, высоко её ценившей, Аврора Павловна была добрый и хороший человек, не желающий никому зла, но только с несчастливой судьбой.
Аврора Демидова часто упоминается в работах по истории династии промышленников Демидовых: её доля имущества была шестой и самой скромной (50 долей из 1050-ти, на которые делилось состояние Демидовых). После её смерти и эта доля оказалась размыта между восемью наследниками; по вступлении в права наследства её итальянский муж стал совладельцем Нижнетагильских и Луньевских заводов. Виллу Пратолино унаследовал сын Павел. Именем Авроры назван редкий сорт розы «Comtesse de Noghera» (1902).